# Mio (Schweden)
Mio ist eine schwedische Möbel- und Einrichtungskette mit Sitz in Tibro (Västra Götalands län).
Es ist eine der führenden Einzelhandelsketten Schwedens. Von den insgesamt 66 Filialen werden 50 von Franchise-Nehmern geführt. Im Geschäftsjahr 2005/06 tätigte Mio einen Umsatz von 1,78 Mrd. Kronen (etwa 190 Mio €).

## Galerie

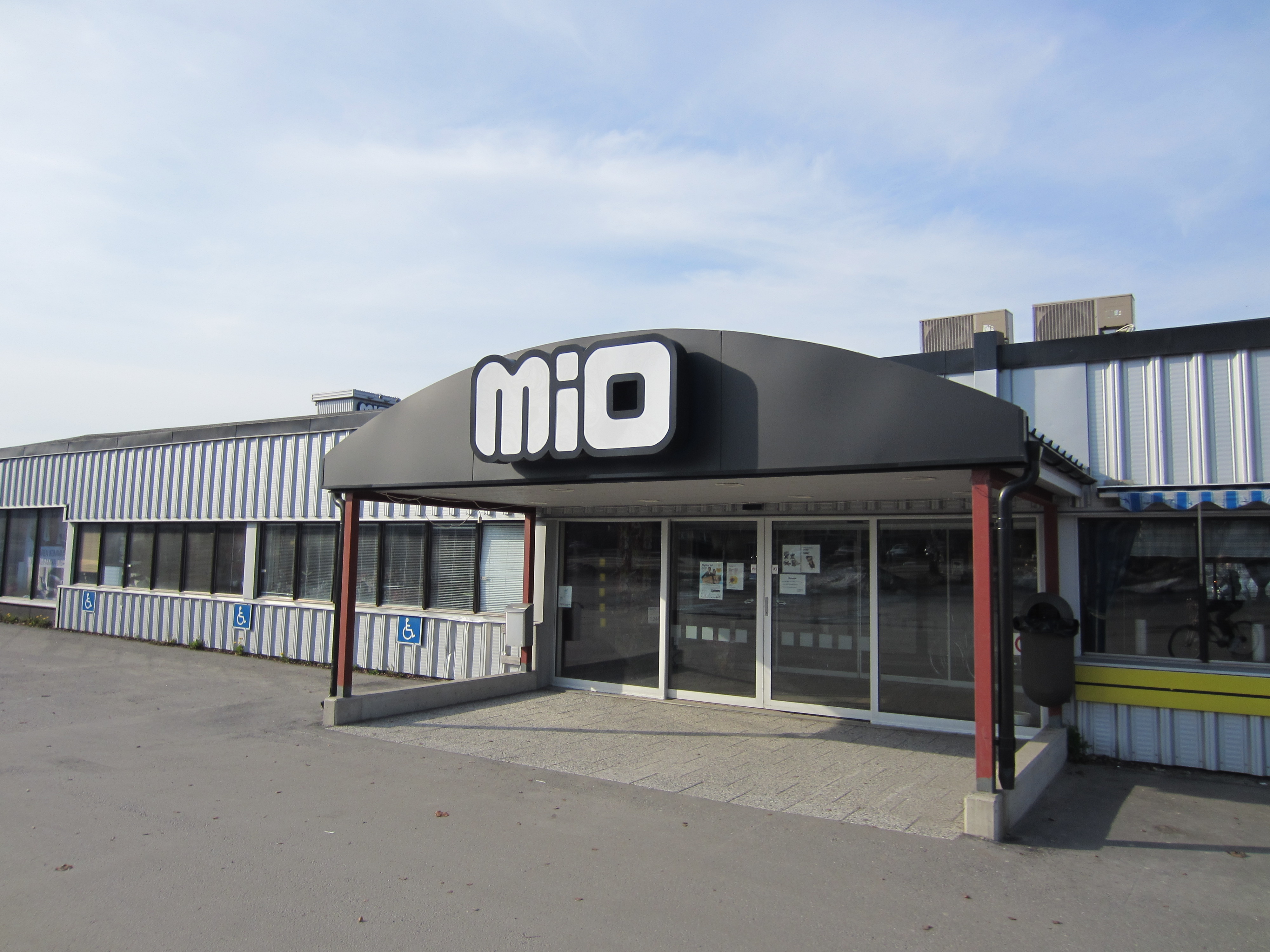
Eine Mio-Filiale in Umeå.